# The Ghost of Tom Joad (piosenka)
The Ghost of Tom Joad – piosenka napisana i nagrana pierwotnie przez Bruce’a Springsteena, która trafiła w 1995 na jego album o tym samym tytule. W 2001 wydany został singel amerykańskiego zespołu Rage Against the Machine, który był pierwszym z ich albumu Renegades.

## Lista utworów
1. „The Ghost of Tom Joad”
2. „Vietnow” [Live w Detroit 23 sierpnia 1997]
3. „The Ghost of Tom Joad” [wersja live]